# Statius von Düren

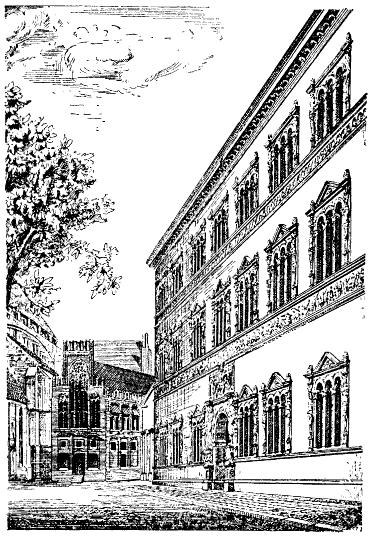
Der Fürstenhof in Wismar

Ehemaliges Haus Braunstraße 4 in Lübeck vor 1890

Statius von Düren (* um 1520; † wohl vor 1570) war ein vermutlich aus Düren stammender und von 1550 bis 1565 in Lübeck nachweisbarer Terrakottabildhauer.

## Werke
Die in Lübeck wohl in den 1540er Jahren entstandene Werkstatt des Statius von Düren lieferte aus eigener Herstellung Terrakotten als Form- und Bildnissteinplatten, die in der norddeutschen Backsteinrenaissance bevorzugt zur Verschönerung von Ziegelfassaden an Profanbauten eingesetzt wurden. Terrakotten aus seiner westlich der Altstadt vor dem Holstentor gelegenen Werkstatt befanden und befinden sich an Lübecker Bürgerhäusern, an den Renaissanceflügeln des Schweriner Schlosses, an Schloss Gadebusch, dem Fürstenhof in Wismar, dem von Johann Rantzau errichteten Gutshaus von Bothkamp sowie in Flensburg und Stralsund, aber auch im Museum von Næstved in Dänemark. Auch das nicht mehr vorhandene äußere Mühlentor in Lübeck wurde mit Dürens Terrakotten verziert. Die Motive verbanden italienische klassische Motive mit niederländischer und norddeutscher Formsprache. In seiner Ornamentik greift Statius von Düren auf Vorlagen des westfälischen Kleinmeisters Heinrich Aldegrever zurück.

## Terrakotta als gotische Bauplastik in Norddeutschland
Bereits zu Zeiten der Gotik wurde die Terrakotta vereinzelt im Kirchenbau und beim Bau öffentlicher Gebäude zur Auflockerung großer Backsteinmauerwerksflächen eingesetzt. Die Technik gelangte zunächst über den Kirchenbau von Wismar aus nach Lübeck. Die beiden Friese an der 1818 abgebrochenen Kirche des Burgklosters sind leider nur in Form einer Zeichnung erhalten geblieben. Vereinzelt und sparsam finden sich auch glasierte Terrakotten am Norderturm der Lübecker Marienkirche und an der Nordseite von St. Petri. Später griffen die Stadtbaumeister Peck 1444 beim Burgtor und dem benachbarten Marstall und sein Nachfolger Helmstede 1477 beim Holstentor das Gestaltungsmittel wieder auf. In keinem dieser Fälle wurde jedoch durch den bauplastischen Einsatz der Terrakotte deren Einsatz als Gestaltungsmittel und deren Ausbreitung gefördert.

## Terrakotta in der norddeutschen Renaissance

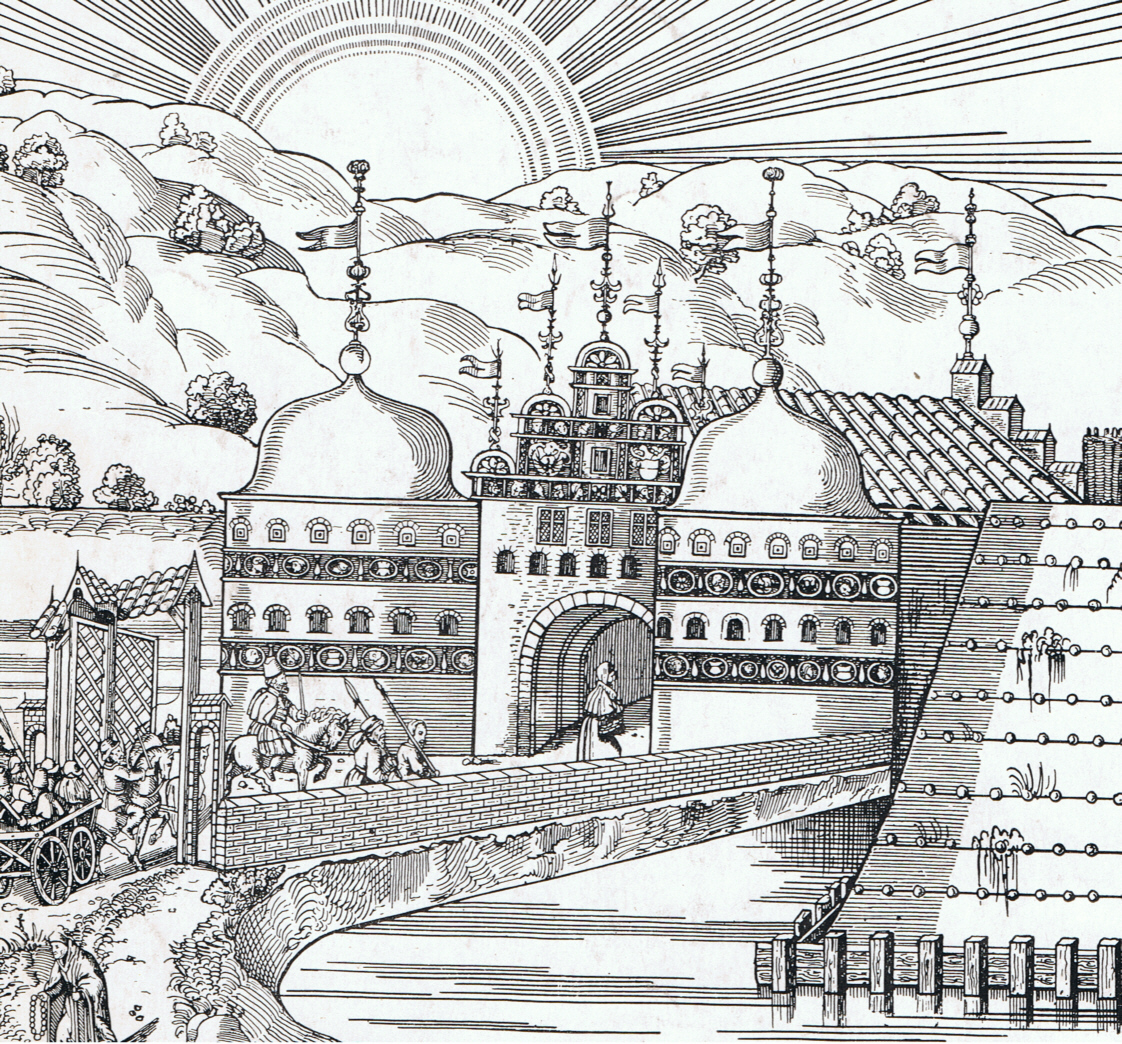
Das äußere Mühlentor mit zwei Terrakotta-Friesen auf der Lübecker Stadtansicht des Elias Diebel, 1552

Erst mit der für die Mitte des 16. Jahrhunderts durch Ausgrabungen im Bereich der Hansestraße des Lübecker Stadtteils St. Lorenz Süd nachgewiesenen Werkstatt des Statius von Düren setzte eine räumliche Verbreitung seiner Terrakotten im Nordostdeutschen Raum ein. Hier wurden Fehlbrände von Terrakotten gefunden, die exakt den Formmustern an den mecklenburgischen Schlössern entsprachen. Die serielle Fertigung der zeitgemäßen Motive ermöglichte auch Privatleuten den Erwerb für private Wohn- und Geschäftshäuser. Noch wichtiger möglicherweise: Der Fries als Gestaltungselement kam dem zeitgeschmacklichen Bedürfnis der Renaissance auf die Betonung und Hervorhebung der Horizontalen entgegen. Wichtig für Statius von Düren als weiterer Faktor für sein so rasch auflebendes Geschäft: Er hatte in dem reichen Kaufmann Gerd Reuter einen Kapitalpartner gefunden. Diesem gehörte auch das reich mit Terrakotten ausgestattete Haus in der Braunstraße 4 in Lübeck, manche Autoren vermuten gar ein Musterhaus der damaligen Zeit.

## Einzelvorkommen der Terrakotten

### Schleswig und Holstein
In Lübeck:

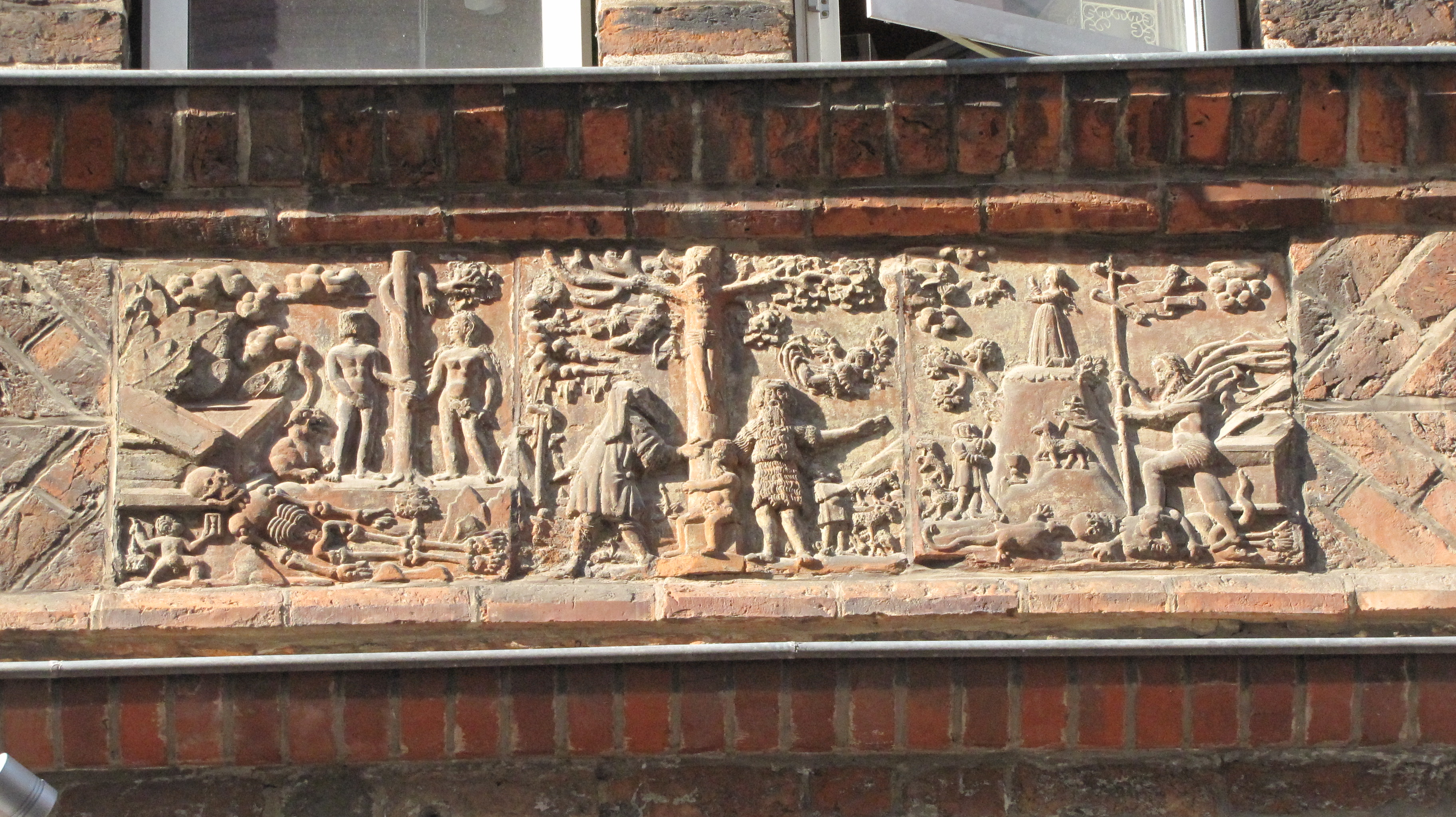
Triptychon Gesetz und Gnade, Fleischhauerstraße 25

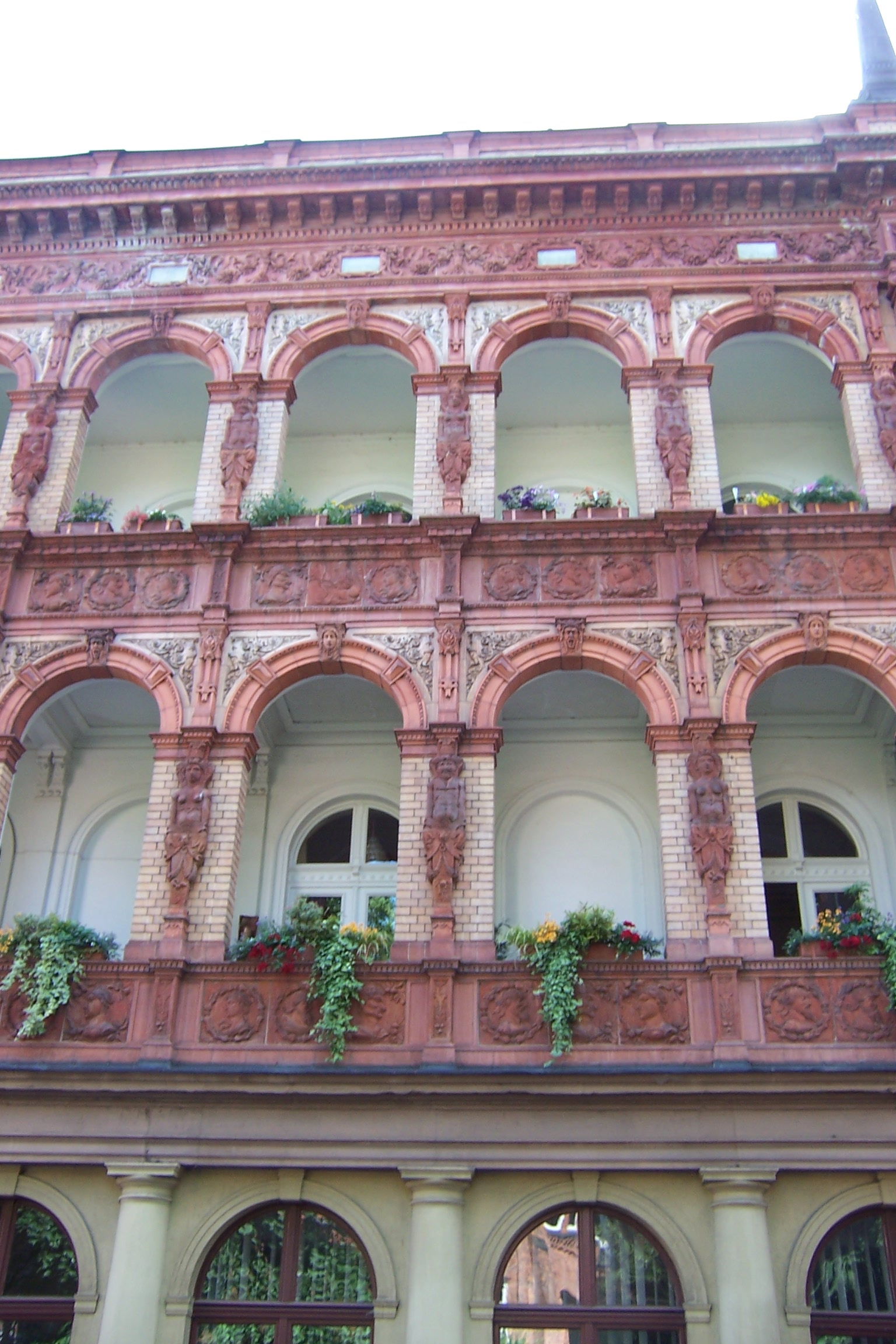
Statius von Düren-Haus Lübeck, Musterbahn 3

- Am ehemaligen Zöllnerhaus (1571) neben dem Burgtor befindet sich ein Terrakotta-Fries, in dem die Reliefs des Lübschen Adlers mit dem Lübschen Wappen und dem mecklenburgischen Greifen wechseln.[3]
- Wohnhaus der Renaissance mit Treppengiebel in der Depenau 31: Fries mit dem Triptychon „Gesetz und Gnade“ eingerahmt von je vier Porträtmedaillons[4]
- Haus Fleischhauerstraße 25: Triptychon „Gesetz und Gnade“ eingerahmt von je einem Prophetenmedaillon.[5] Das Portal mit Taustabprofil und den Terrakotten blieb vom Vorgängerbau dieses 1924 entstandenen Klinkerbaus des Backsteinexpressionismus erhalten.[6]
- Nicht original, sondern ein Einbau zur Weiterverwendung sind die alten Terrakotten an dem gründerzeitlich historistischen Haus Hundestraße 19/23, das die Hansestadt Lübeck 1899 errichtete, um Wohnungen für die Feuerwehr zu schaffen.[7]
- In der Mengstraße 27 findet sich unter dem durchlaufenden Band des Terrakotta-Frieses über dem repräsentativen Portal des Kaufmannshauses das Reformations-Triptychon „Gesetz und Gnade“.[8]
- Bei dem Kaufmannshaus Mengstraße 48 gelangten die Terrakotten von Dürens bei einem Umbau der Straßenfassade an den Seitenflügel des Gebäudes auf der Hofseite.[9]
- Das Haus Musterbahn 3 ist ein historisierender Neubau der 1880er Jahre im Stil der Neorenaissance. Die Terrakotten (Hermenpilaster und Medaillons) sind allerdings überwiegend alt, sie wurden nur durch neue Reliefs ergänzt. Sie befanden sich zuvor im Hause Braunstraße 4 und stammen ursprünglich aus dem Jahr 1549.[9]
- Die beiden Renaissance-Giebelhäuser Wahmstraße 35 und 37 treten über die Motive des Triptychons in Verbindung. An jeder Fassade befinden sich nur zwei von drei Tafeln. Nr. 35 zeigt die äußeren Tafeln Sündenfall und Auferstehung; Nr. 37 die Mitteltafel mit der Kreuzigung und die rechte der Auferstehung.[10]

In weiteren Städten Schleswig-Holsteins:
- Kirchbarkau: Fünf Terrakotta-Reliefplatten haben ihren Weg von dem um 1540–1545 in Bothkamp erbauten Renaissanceschloss Johann Rantzaus an die Außenwand des Hof Friedrichsen gefunden.
- Villa Sauermann in der Friedrichstraße 41: Im Mauerwerk der Villa wurden zwei Terrakottaplatten mit Kopfmedaillons von der Renaissancefassade des im 19. Jahrhundert abgebrochenen Hauses Große Straße 12 eingearbeitet, welche in der Werkstatt des Bildhauers Statius von Düren gefertigt wurde.

### Mecklenburg, Vorpommern und Brandenburg
- Fürstenhof in Wismar
- Renaissanceschloss Bützow
- Schloss Gadebusch
- Schweriner Schloss
- Stralsund:
  - Die Terrakotten am Haus Alter Markt 10 (Minervahaus) und am Haus Alter Markt 11 wurden Ende des 19. Jahrhunderts durch Kopien ersetzt.
  - Ebenfalls Kopien sind am Haus Apollonienmarkt 16 angebracht.
  - Am nördlichen Portal des Hauses Jacobiturmstraße 32 sind drei Reliefplatten aus der Werkstatt Statius von Dürens angebracht.
- Zollhaus Herrnburg
- Schloss Ulrichshusen
- Schloss Basedow
- Freyenstein, Altes Schloss

### Dänemark

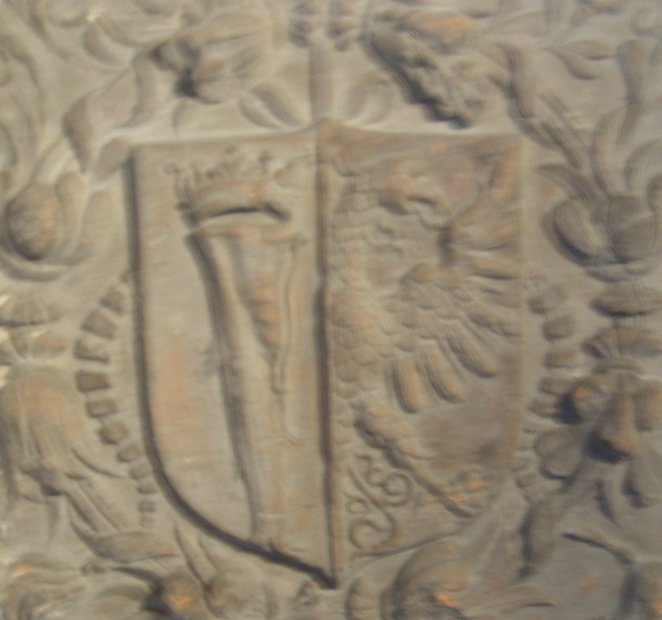
Wappen der Bergenfahrer

Im Museum Heiligen-Geist-Hospital der dänischen Stadt Næstved befindet sich eine Terrakotte mit dem Wappen der Korporation der Bergenfahrer. Die gleichen Platten befanden sich auch am abgerissenen Schütting der Bergenfahrer in Lübeck, dem Lobben.